# Gli anni dei ricordi
Gli anni dei ricordi (How to Make an American Quilt) è un film del 1995 diretto da Jocelyn Moorhouse, tratto dal romanzo Una trama di fili colorati di Whitney Otto.

## Trama
Finn è una ragazza prossima alla laurea che, per completare la sua tesi su "L'artigianato femminile nelle culture" e riflettere sulla proposta di matrimonio del suo ragazzo Sam, sceglie una tranquilla casetta dove vivono sua nonna e la sua prozia Glady. In questa casetta le due donne hanno creato "Il circolo della trapunta", dove donne di vita vissuta, oltre a realizzare trapunte, sfogano le loro angosce attraverso chiacchierate e tè freddo. Durante questo lungo soggiorno estivo, Finn trova molte risposte ai suoi dubbi attraverso le storie delle socie del circolo della trapunta. La capostipite del circolo è Anna, una donna di colore, ex cameriera presso una famiglia benestante che aveva avuto una breve relazione con il figlio minore di tale famiglia dalla quale nacque una figlia, Marianna, alla ricerca dell'anima gemella. Inoltre vi sono Sofia, ex nuotatrice, segnata dall'abbandono del marito, Emma, moglie di un artista infedele, Glady, tradita dal marito con sua sorella, ovvero la nonna di Finn.
Un giorno Finn accompagna la nonna e la prozia in piscina, dove conosce Leon, affascinante ragazzo, con il quale avrà un flirt. Segnata da questo "incontro amoroso" avvolto nella passione, Finn capisce che Leon è solo un'avventura estiva e decide di sposare Sam.